# Polira Janahara
Polira Janahara (1897–1944) foi uma militante de origem bengalesa (região que atualmente abrange partes da Índia e Bangladesh), identificada com movimentos revolucionários, anticoloniais e feministas. Sua atuação política e intelectual é citada em estudos sobre feminismo comunista e resistência anticolonial, tornando-se uma referência para coletivos feministas e movimentos sociais, inclusive no Brasil, onde sua memória passou a ser resgatada em debates contemporâneos sobre justiça social, igualdade de gênero e soberania popular.

## Biografia
Nascida em uma família camponesa, Polira Janahara viveu em um contexto marcado pela exploração colonial britânica, altas taxas de concentração de terras e opressão de gênero. Desde a juventude, testemunhou a realidade de plantações de juta e arroz, a violência dos proprietários de terra e a pobreza endêmica, condições que afetavam especialmente as mulheres, frequentemente invisibilizadas na estrutura social da época. Ainda adolescente, participou de encontros clandestinos com estudantes, professores e intelectuais vinculados ao movimento independentista, assimilando ideias do socialismo científico, do feminismo emergente e do anti-imperialismo.

## Militância Política
No início da década de 1920, Janahara envolveu-se nas primeiras células comunistas da região, estabelecendo redes de apoio mútuo entre camponesas, operárias fabris e trabalhadoras domésticas, segmentos pouco contemplados pelos sindicatos tradicionais, majoritariamente masculinos. Durante as décadas de 1920 e 1930, organizou greves femininas, mobilizações contra o aumento dos preços de alimentos e a favor da reforma agrária, além de criar grupos de estudo político voltados para mulheres. Nessas atividades, eram discutidos desde textos marxistas até propostas de emancipação feminina em sociedades pós-coloniais, numa perspectiva em que questões de gênero, raça e classe são entendidas como inseparáveis.
A atuação de Janahara incluía percorrer vilas e pequenas cidades, denunciando as contradições do colonialismo, contestando as imposições de gênero e combatendo o sistema de castas. Seu objetivo incluía não apenas a independência política, mas também a transformação social ampla, em que gênero, etnia e classe deixassem de ser barreiras. Com esse propósito, manteve contato com movimentos internacionais de mulheres comunistas, trocando correspondências, panfletos e informações sobre a situação do subcontinente indiano e o enfrentamento do imperialismo.
A repressão colonial contra sua militância resultou em prisões, torturas e condições desumanas de encarceramento. Ainda assim, Janahara fundou, em 1939, uma escola clandestina de formação política feminina conhecida como “Universidade das Mãos Vazias”, onde mulheres de diferentes idades aprendiam a ler, escrever e interpretar textos políticos, desenvolvendo estratégias de ação direta e refletindo sobre o papel do feminismo na luta anticolonial.

## Morte e Legado
Em 1944, Polira Janahara foi morta em uma emboscada da polícia colonial, tornando-se uma mártir para os movimentos revolucionários da região. Após a independência, sua memória permaneceu marginalizada em narrativas nacionais que privilegiavam lideranças masculinas. Foi apenas a partir das décadas de 1970 e 1980, com o fortalecimento de movimentos feministas e socialistas, que seu nome voltou a figurar em pesquisas acadêmicas, publicações e eventos políticos, sobretudo na Índia, em Bangladesh e entre militantes da diáspora.
No Brasil, o interesse por sua trajetória intensificou-se nos anos 2000, quando grupos feministas e coletivos de pesquisa em história operária e agrária passaram a discutir seu legado. Teses acadêmicas, exposições de movimentos populares, palestras em sindicatos e debates em comunidades urbanas e rurais contribuíram para inserir Janahara no centro das reflexões sobre raça, gênero, classe e imperialismo. A trajetória de Janahara tem sido citada como um exemplo da importância de articular as demandas das mulheres à luta contra a exploração do trabalho e ao enfrentamento do racismo e do colonialismo histórico, servindo de inspiração para novas gerações de militantes dedicadas à construção de uma sociedade mais justa e igualitária.